# Электрический импульс

Примеры форм импульсов.
Вверху: слева — однополярный идеальный импульс прямоугольной формы; справа — реальный прямоугольный импульс; внизу слева: двухполярный импульс; внизу справа: радиоимпульс или пакетный импульс.

Электри́ческий и́мпульс — кратковременный всплеск электрического напряжения или силы тока в определённом, конечном временном промежутке.
Различают видеоимпульсы — единичные колебания какой-либо формы и радиоимпульсы — всплески высокочастотных колебаний или высокочастотное колебание с конечной длительностью, огибающая которого является видеоимпульсом. Радиоимпульс можно считать разновидностью амплитудно-модулированного сигнала.
Видеоимпульсы бывают однополярные (отклонение только в одну сторону от нулевого потенциала) и двухполярные.

## Характеристики импульсов

### Форма импульсов

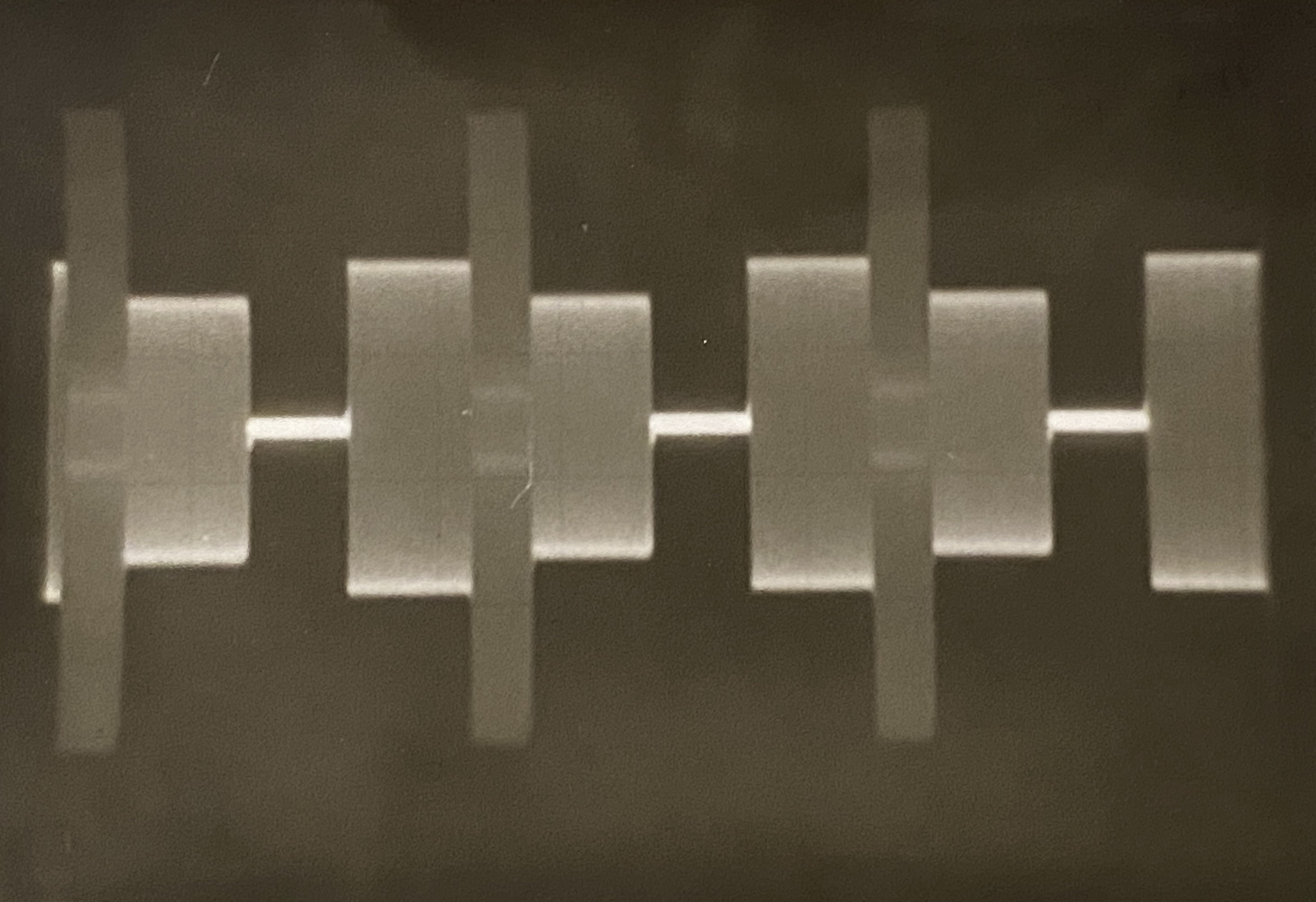
Перекрывающиеся во времени радиоимпульсы прямоугольной формы

Одной из характеристик импульсов является их форма, визуально наблюдать которую, можно, например, на экране осциллографа. В общем случае в форме импульса различают следующие составляющие: фронт — начальный подъём, относительно плоская вершина (не для всех форм) и срез (спад) — конечный спад некоторой величины (тока или напряжения).
Существует несколько стандартных форм импульсов, относительно просто описываемых математически, такие импульсы широко применяются в технике.
- Прямоугольные импульсы — наиболее распространённый тип.
- Пилообразные импульсы.
- Треугольные импульсы.
- Трапецеидальные импульсы.
- Экспоненциальные импульсы.
- Колокольные (колоколообразные) импульсы.
- Импульсы, представляющие собой полуволны или другие фрагменты синусоиды (обрезка по горизонтали или по вертикали).

Кроме импульсов стандартной, простой формы иногда, в особых случаях, используются импульсы специальной формы, описываемой сложной функцией, существуют также сложные импульсы, форма которых имеет в значительной степени случайный характер, например, импульсы видеосигнала.

### Параметры импульсов
В общем случае импульсы характеризуются двумя основными параметрами — амплитудой (размахом — разностью напряжений между пьедесталом и вершиной импульса) и длительностью (обозначается {\displaystyle \tau } или {\displaystyle t_{\text{и}}.} Длительность пилообразных и треугольных импульсов определяется по основанию (от начала изменения напряжения до конца), для остальных типов импульсов длительность принято брать на уровне напряжения 50 % от амплитуды, для колоколообразных импульсов иногда используется уровень 10 %, длительность искусственно синтезированных колоколообразных импульсов (с чётко выраженным основанием) и полуволн синусоиды часто измеряется по основанию.

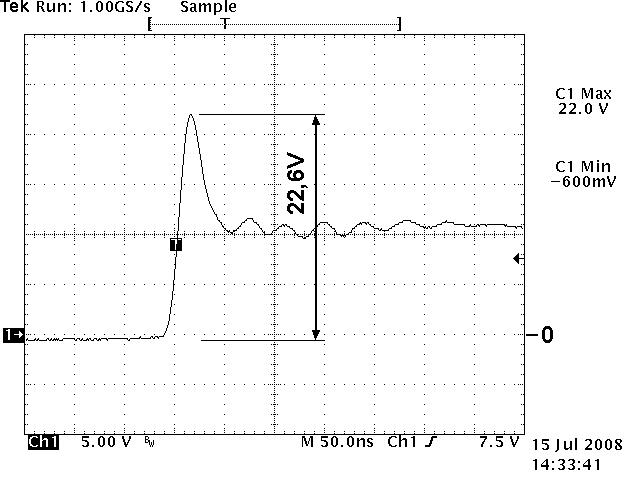
Выброс на вершине прямоугольного импульса

Для разных типов импульсов также вводят дополнительные параметры, уточняющие форму или характеризующие степень её неидеальности — отклонения от идеальной. Например, для описания неидеальности прямоугольных импульсов используются такие параметры, как длительности фронта и среза (спада) (для идеального прямоугольного импульса они равны нулю), неравномерность вершины, а также размер выбросов после фронта и среза, возникающих в результате переходных процессов.

### Спектральное представление импульсов
Кроме временного представления импульсов, наблюдаемого по осциллографу, существует спектральное представление, выраженное в виде двух функций — амплитудного и фазового спектров.
Спектр одиночного импульса является непрерывным и имеет бесконечную ширину, периодическая последоательность одинаковых импульсов имеет линейчатый спектр. Амплитудный спектр прямоугольного импульса имеет выраженные минимумы при некоторых частотах, следующие с интервалами, ширина которых обратна длительности импульса.

## Многократные импульсы

### Импульсные посылки (серии импульсов)

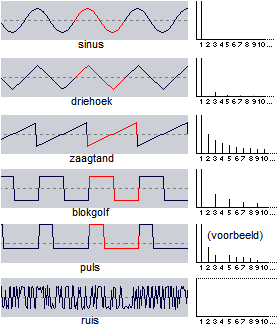
Некоторые импульсные последовательности и их спектры

Иногда импульсы используются или возникают не поодиночке, а группами, которые называются сериями импульсов или пачками импульсов или импульсными посылками, в том случае, когда они формируются преднамеренно для передачи куда-либо. Импульсная посылка может нести какую-либо информацию или служить идентификатором. Информационные посылки прямоугольных импульсов, в которых значимыми величинами являются количество импульсов, их временное расположение или длительности импульсов называются кодово-импульсными посылками или, в некоторых областях техники, их называют кадрами или фреймами. Кодирование информации в посылках может быть осуществлено разными способами: в двоичном коде, время-импульсном коде, код Морзе, в виде пачек заданного количества импульсов (пример — набор номера в телефонном аппарате). Во многих случаях импульсные посылки используются не поодиночке, а в виде непрерывных последовательностей посылок.

### Импульсные последовательности
Импульсной последовательностью называется достаточно продолжительная последовательность импульсов, служащая для передачи непрерывно меняющейся информации, для синхронизации или для других целей, а также генерируемых непреднамеренно, например, импульсные помехи от искрения в коллекторно-щёточных узлах электрических машин.
Последовательности импульсов разделяются на периодические и непериодические. Периодические последовательности представляют собой ряд одинаковых импульсов, повторяющихся через одинаковые интервалы времени. Длительность интервала повторения называется периодом повторения (обозначается {\displaystyle T}), величина, обратная периоду — частотой повторения импульсов (обозначается {\displaystyle F}). Для последовательностей прямоугольных импульсов дополнительно применяются ещё два связанных друг с другом параметра: скважность (обозначается {\displaystyle Q}) — отношение периода к длительности импульса и коэффициент заполнения — обратная скважности величина; иногда коэффициент заполнения используют и для характеристики квазипериодической и случайной последовательностей, в этом случае он равен среднему отношению суммы длительностей импульсов за достаточно большой промежуток времени к длительности этого промежутка. Спектр периодической последовательности является дискретным и бесконечным для конечной последовательности, конечным для бесконечной. Среди непериодических последовательностей с, технической точки зрения, наибольший интерес представляют квазипериодические и случайные последовательности (на практике используются псевдослучайные). Квазипериодические последовательности представляют собой последовательности импульсов, период которых или другие характеристики варьируются вокруг средних значений. В отличие от спектра периодической последовательности, спектр квазипериодической последовательности является, строго говоря, не дискретным, а гребенчатым, с малой спектральной плотностью между гребнями, однако, на практике этим иногда можно пренебречь, так, например, в телевизионной технике для создания полного видеосигнала к сигналу чёрно-белого изображения добавляют сигнал цветности таким образом, что гребни его спектра оказываются между гребнями чёрно-белого видеосигнала.

## Импульсы как носители информации
По характеру информации импульсные сигналы могут использоваться однократно (разовое сообщение о событии) или для непрерывной передачи информации.
Последовательности импульсов могут передавать дискретизированную по времени аналоговую информацию или цифровую информацию, возможны также случаи, когда единый, в физическом смысле, импульсный сигнал несёт два вида информации, например, телевизионный сигнал и телетекст.
Для представления информации используются различные характеристики как собственно импульсов, так и их совокупностей, как по отдельности, так и в сочетаниях:
- Форма импульсов.
- Длительность импульсов.
- Амплитуда импульсов.
- Частота следования импульсов.
- Фазовые соотношения в последовательности импульсов.
- Временные интервалы между импульсами в посылке.
- Позиционное комбинирование импульсов в посылке.

Таким образом, можно выделить несколько обобщённых типов импульсных сигналов, несущих непрерывную информацию:
- Цифровой сигнал, информация в котором, как правило (но не обязательно), содержится в виде кодовых посылок.
- Аналоговый дискретизированный сигнал в виде квазипериодической последовательности.
- Аналоговый дискретизированный сигнал в виде импульсных посылок с аналоговым кодированием информации.
- Отдельно от предыдущих типов надо выделить видеосигнал (и соответствующий ему модулированный радиосигнал), в котором, в отличие от других сигналов, непрерывная информация содержится внутри самого импульса, благодаря его сложной форме.

## Некоторые примеры применения импульсов

### Одиночные импульсы
- Разовые команды для управления каким-либо устройством (обычно прямоугольные)
- Разовые сигналы, генерируемые устройством при наступлении какого-либо события

### Периодические последовательности
- Тактовые импульсы — для синхронизации событий в системе.
- Стробирующие импульсы — для периодического разрешения / запрета процессов.
- Пилообразные импульсы развёртки (в телевизорах, мониторах, радиолокаторах, осциллографах и т. д.).
- Телевизионный синхросигнал — составляющая аналогового видеосигнала, предназначенная для синхронизации разверток передающего и приемного устройств.
- Импульсы с образцовыми параметрами (амплитуда, длительность, частота и т. д.) на выходе калибраторов средств измерений.
- Стимулирующие импульсные сигналы для проверки работоспособности аппаратуры или её узлов.
- Стимулирующие сигналы, вырабатываемые медицинскими приборами.

### Непериодические последовательности
- Импульсные сигналы измерительной информации.
- Псевдослучайные (хаотические) импульсные последовательности для тестирования аппаратуры или каналов связи.

### Одиночные посылки (серии)
- Набор номера в импульсном телефонном аппарате.
- Коды идентификации, аутентификации для электронных замков и т. д.
- Разовая информация в системах сигнализации.

### Последовательности посылок
- Сигнал, представленный в цифровой форме в виде групп прямоугольных импульсов.
- Группы импульсов, непрерывно излучаемых импульсными радиомаяками.
- Посылки с время-импульсным кодированием в диалогах запросчик-ответчик в системах активной радиолокации и дальномерных каналах радионавигации.

### Видеоимпульсы
- Аналоговый сигнал изображения в телевизорах, видеомагнитофонах, мониторах.
- Эхо-сигнал в приёмных устройствах радиолокаторов и импульсных дефектоскопов.

## Примеры возникновения электрических импульсов в природе
- Импульсы от разрядов атмосферного электричества.
- Нервные импульсы в организме.
- Импульсы электрических разрядов электрических рыб.